# Codreni, Ocnița
Codreni este un sat din cadrul comunei Vălcineț din raionul Ocnița, Republica Moldova.
În sat, la vest de biserică, este amplasat izvorul din satul Codreni, o arie protejată din categoria monumentelor naturii de tip hidrologic. Râul Nistru. Distanța până la Edineț - 65 km, până la Ocnița - 32 km, gospodării - 419, magazin, 39 de fântâni, școală primară-grădiniță, casă de cultură, 2 biblioteci.

## File din istorie
Ambele maluri pe acest segment al Nistrului din nordul Republicii Moldova sânt foarte des populate, localitățile ținându-se lanț, una după alta: pe dreapta - Naslavcea, Verejeni, Lencăuți, Mereșeuca, Vălcineț, Otaci, Călărășeuca, Unguri, iar pe stânga - Nagoreanî, Leadova, Cremennoe, Serebria, Nemia, Moghiliov-Podolski, Odaia, Bronnița ș. a., denumirile multora dintre care au proveniență etimologică moldovenească. Ca și unele de pe malul drept, de altfel, cu etimologie ucraineană. Nimic neobișnuit, ținând cont ca în Basarabia avem zeci și sute de localități cu nume de proveniență turcă, tătară, nemaivorbind de cele slavone.
Dacă Vălcinețul se unește cu Otacii în jos și aproape cu Mereșuca în sus pe Nistru, pe dreapta se contopește cu Codrenii, o localitate rurală destul de întinsă, pe care o are în subordinea comunală. Posibil că în timpuri vechi, când apărea siliștea, pe aici creșteau codri întinși, căci nu întâmplător primii ei locuitori și-au numit-o Codreni, adică siliște de codreni. Or, numai astfel se explică și etimologiile celorlalte localități basarabene - Codreanca, Codreni (Chișinău), Codrenii Noi, Codru (Orhei) și Codru (Chișinău), Codru Nou. Unele din ele, după cum aflăm din diferite documente, inițial au avut și alte denumiri, în timp ce satul pe Nistru s-a numit Codreni de la bun început. Adică din 1765, când îl găsim menționat într-o condică vamală de la Mogilău (Moghiliov-Podolski), în care e fixat că niște comercianți din Codreni (Apostol, Moldovan, Vasile Toma, acestea fiind încă holtei, și vornicul Andrei) trec pe aici să-și vândă mărfurile în târgul de peste Nistru (vornicul ducea 2 balerci-una mare și alta mai mică, plină cu horilcă).
Administrația militară rusă, făcând în 1772-1773 listele localităților basarabene spre a le supune la bir pentru țarul din miază-noapte, găsește în Codreni 48 de curți și o moșie stăpânită de Ioan Cantacuzino. Toți gospodarii sânt impuși să plătească bir țarului rus. Apoi lângă sătuc se instalează feldmareșal Rumeanțev, vecinătate vu prea prielnică țăranilor codreni. Cu atât mai mult cu cât aici s-au dat și lupte grele cu turcii, care "au stricat" rău de tot sătucul. Cu timpul unii țărani au mai fost scutiți de bir, totuși în 1803 mai erau 39 de birnici. 
Din 1812 moșia trecuse în stăpânirea lui Alexandru Cantacuzino și în 1817 constituia 150 fălci de fâneață, 200 fălci de arătură, 300 fălci de pășuni, 1000 fălci de îngrăditură. Satul ocupa 70 fălci de pământ. Țăranii avea 15 livăduci, 86 de gospodării. Trebuia să știm că în acea vreme tot aici, lângă Codreni, mai există o localitate - Slobodca, și ea având 68 de curți.
În anul 1835 în sat locuiau 100 familii de țărani - 250 de bărbați și 260 de femei. Cei mai vârstnici erau Elena Palamari și Varvara Supeniuc, ambele de 80 de ani. Ion Ciornîi de 68 de ani și soția sa Maria de 51 de ani creșteau 5 copii. La fel 5 copii aveau Teoder Mutuzeac și soția sa Sofia. 4 copii aveau Pavel Ciubotaru și soția sa Mariana.
În 1859 Codrenii aveau 118 case, 448 de bărbați i 452 de femei. Includerea probabil și Slobodca, deși uneori mai apare și această localitate. În 1866 se nasc 28 de copii și mor 16 oameni, în 1872 respectiv 24 - și 18. Peste patru ani satul era mai mare cu 10 case, și avea o populație de 637 de oameni. Ei țineau 35 de cai, 350 de vite cornute mari, 520 de oi, iar încă peste 5 ani - deja 152 de case cu 726 de suflete. În 1889 satul ajunge la 1026 de oameni (s-au născut 50 de copii, mor 25 de oameni). E o statistică poate cam plicticoasă, dar ea nu arată că, deși condițiile de viață nu erau prea favorabile, evoluția demografică era destul de fructuoasă. Dar nu peste tot săgeata acestei evoluții era orientată în sus - în 1892 se nasc 64 de copii și mor 54 oameni. Un spor natural foarte neînsemnat.  În anul 1899 satul numără 1185 de oameni.
Între anii 1909-1910, satul avea 257 de case cu 1364 de suflete, iar peste 5 ani - numai 1283.
Instituția agrară "Casa Noastră" în 1922 împroprietărește 302 țărani cu 510 ha de pământ. Oamenii din 420 de case se foloseau de o moară cu aburi și două mori cu tracțiune de cai, de o școală primară, o cârciumă, de biserică proprie, primărie. Recensământul din 10 noiembrie 1940 înscrie în listele satului Codreni 1634 de locuitori, inclusiv 1587 de ucraineni. Războiul din 1941-1945 curmă viețile multor codrineni. Apoi sânt mânați în Siberia alți oameni harnici, încât la 01 august 1949 populația alcătuia numai 1273 de locuitori. Recensământel din 1979 și 1989 înregistrează respectiv 1229 și 1050 de oameni.

### Educație
Ultimul deceniu al sec.XIX vine în repetate rânduri cu secete cumplite, totuși satul nu pierde atâta lume ca, bunăoară, în 1946-1947. În acești ani se deschide aici și școala de alfabetizare în care predau preotul Trofim Lozanovschi și învățătorul Ștefan Holbură. În 1902 îl găsim învățător în școală pe Ion Ganciuc. Apoi în sat vine învățătoarea Valentina Savițchi. Anul de învățământ 1909-1910 pentru prima dată îndeplinește (cu 33 de copii) catalogul pentru școala primară. 

### Biserica
Se vede, satul avea și biserică, deoarece la 23 septembrie 1808 încoace este mutat din Gîrbova preotul Ioan. Avea cu siguranță, dacă luăm în considerație și lista lui P.Lotoțki despre absolvenții Seminarului Teologic din Chișinău, din care aflăm că la Codreni în 1811 se naște Ivan Tarnaruțchi, fiul diacului Daniil. Decu era în sat preot, era diac, clar lucru că era și o biserică. Aceste presupuneri și concluzii logice sînt, într-adevăr, confirmate de comisia științifică gubernială, care precizează că bisericuța mică de lemn, acoperită cu șindrilă, a fost sfințită în 1802. Anul 1835. Același moșier- Alexandru Cantacuzino. Preot - Eremia Bogdanovschi, 58 de ani văduv. Diac - Ion Pendicovschi, 31 de ani, soție 2 copii, și Taras Turevici, 80 ani, pensionar. În anul 1902 preot în biserică era Vladimir Gobjilă apoi Tudor Severin. Preoții se schimbau mai des, cam în fiecare an, căci în 1904 e numit deja Gheorghe Roșca, care se ține mai mult - până în 1911, când e schimbat de Alexei Mîrza, dar se întoarce din nou în Codreni în același an. Cu el lucrează dascălul Gheorghe Spinei.

## Resurse naturale
Există la Codreni și o carieră de cretă și var, de la biserică mai jos, spre izvor, ocupă o suprafață de 5 ha. Izvorul are o apă deosebit de curată. Apa-i vine din 9 crăpături de rocila înălțimea de 130 m pe o lungime de 10 m. Se observă o creștere a debitului de apă: în 1953-1954 din 6 crăpături izvorau 44 litri pe secundă, în 1970 - 67 litri. Apa izvoarelor ar putea avea o destinație mai utilă.

## Demografie
| Ucraineni | 902 | 93,57% |
| moldoveni | 48  | 4,98%  |
| ruși      | 11  | 1,14%  |
| Români    | 1   | 0,1%   |
| total     | 964 | 100%   |